# Подводен самолетоносач
Подводен самолетоносач е подводница, оборудвана с летателен апарат за изпълняване на разузнавателни или бойни мисии. Първите подводни самолетоносачи са създадени по времето на Първата световна война: немската подводница U-12 (1915 г.), британската HMS E22 (1916 г.). През периода между двете световни войни и други страни построяват подобни съдове (Ettore Fieramosca – Италия, 1928 г., Surcouf – Франция 1927 г. и др.). Най-масовото използване на подобен вид подводници е през Втората световна война

## Япония
По време на Втората световна война японският флот притежава три големи подводници, предназначени за транспортиране на до 3 леки хидроплана (подобни подводни кораби са построени и във Франция). Самолетите се помещават в специален хангар във вътрешността на подводниците с демонтирани криле. Излитането на хидропланите става при надводно положение на кораба, след извеждане от хангара и монтиране на крилете. На палубата в носовата част на подводниците има специални плъзгащи катапулти за съкратен старт, посредством които са изстрелвани самолетите. След приключване на полета, хидропланът се приводнява и се прибира обратно в хангара на подводницата.
През септември 1942 г. самолет Yokosuka E14Y излита от подводница I-25 и извършва нападение на територията на щата Орегон (САЩ), хвърляйки две 76-килограмови запалителни бомби, предвидени да предизвикат обширни пожари в горските масиви, но ефектът е незначителен.
Въпреки неуспеха си, атаката постига голям психологически ефект, тъй като нападателят остава неизвестен (тогава). За целия период на войната, това е единственият случай на бомбардировка на континенталната част на САЩ.
Японски проекти
1. Проект J-1M – I-5 (с един разузнавателен хидроплан, излитащ по вода)
2. Проект J-2 – I-6 (с един разузнавателен хидроплан, излитащ посредством катапулт)
3. Проект J-3 – I-7, I-8
4. проект 29 B – 20 броя
5. проект 29 B-2 – 6 броя
6. проект 29 B-3 – 3 броя (с хангари, но никога не са оборудвани със самолети, преоборудвани са за торпеда Кайтен)
7. Проект А-1 – 3 броя (с един разузнавателен хидроплан, излитащ посредством катапулт)
8. Модел I-400 – 3 броя (с 3 хидроплана Aichi M6A Seiran)
9. Модел АМ – 4 броя, от които 2 недовършени (с по 2 хидроплана-бомбардировачи Seiran).

Двата последни модела са предназначени за удари по Панамския канал, но няма информация за бойното им използване.

## Великобритания
След загубата на тежковъоръжената подводница HMS M1 и ограниченията върху въоръжените подводници, въведени от Вашингтонската конференция през 1922 г., останалите подводници модел М са преоборудвани за други цели. През 1928 г. подводницата HMS M2 е оборудвана с водонепроницаем хангар и парен катапулт и приспособена за излитане и кацане на малки хидроплани. Подводницата и нейният самолет могат да се използват за разузнавателни мисии във флота. През 1932 г. M2 потъва недалеч от Портланд и Кралските ВМС се отказват от подводните самолетоносачи.

## Франция
Подводницата Surcouf, построена през 1930 г. потъва през 1942 г. Тя е оборудвана с хангар и лек хидроплан за разузнаване и корекция на огъня на основното 203-милиметрово оръдие на кораба.

## СССР
През 1937 г. в ЦКБ-18 (Конструкторско бюро Рубин) под ръководството на Борис Малинин се разработва подводница XIV, серия бис (проект 41а), оборудвана с хидроплан Хидро-1 (СПЛ – Самолет за Подводна Лодка), проектиран от конструкторското бюро на Игор Четвериков през 1935 г. По проект, хангарът на подводницата е с диаметър 2,5 m и с дължина от 7,5 m. Самолетът е с полетно тегло от 800 kg и скорост до 183 km/h. Подготовката му за полет трябва да отнема не повече от 5 минути, а разкомплектоването след полет – около 4 минути. Проектът не е реализиран.

## В наши дни
В съвременното подводно корабостроене не се прилага подводна авиация. В СССР е разработван проект на разузнавателен вертолет Ка-56 Оса, пригоден за транспортиране в торпеден апарат на подводница. Не влиза в серийно производство поради липса на подходящи съветски роторни двигатели.
В САЩ са разработвани безпилотни летателни апарати за подводници и по-специално за изведените от въоръжение стратегически ракетоносци, клас Охайо, притежаващи 24 ракетни силози с диаметър 2,4 m всеки.